# Лековай
Лекова́й (рос. Лековай) — присілок у складі Ярського району Удмуртії, Росія.
В 1960-их роках присілок був центром Лековайської сільської ради.

## Населення
Населення — 53 особи(2010, 91 у 2002).
Національний склад станом на 2002 рік:
- удмурти — 92 %